# Штедрић
Штедрић је насељено мјесто у општини Милићи, Република Српска, БиХ.

## Становништво
| Демографија | Демографија | Демографија |
| Година      | Становника  | Становника  |
| ----------- | ----------- | ----------- |